# Maryna Lobatsch
Maryna Wikenzjeuna Lobatsch (belarussisch Марына Вікенцьеўна Лобач, russisch Марина Викентьевна Лобач Marina Wikentjewna Lobatsch, transliteriert Marina Vikent’evna Lobač; * 26. Juni 1970 in Smaljawitschy) ist eine ehemalige sowjetisch-belarussische Sportlerin, die in der Rhythmischen Sportgymnastik antrat. Sie wurde von Galina Krilenko trainiert. Ihr größter Erfolg war der Sieg bei den Olympischen Sommerspielen 1988 in Seoul.
Marina Lobatsch war Mitglied des Vereins Dinamo Minsk. Bei der Weltmeisterschaft 1987 in Warna gewann sie zusammen mit der Bulgarin Bianka Panowa den Titel mit dem Reifen. Im Mehrkampf wurde sie jedoch nur Vierte. Im Vorfeld der Olympischen Spiele gewann Lobatsch bei der Europameisterschaft in Helsinki den Titel im Mehrkampf, den sie sich mit den Bulgarinnen Elisabet Kolewa und Adriana Dunawska und der Ukrainerin Oleksandra Tymoschenko teilen musste. Alle vier hatten die Idealnote 40,0 erreicht. Mit Seil und Band holte Lobatsch ebenfalls den EM-Titel. Bei den Olympischen Spielen in Seoul gewann sie die Goldmedaille. Dabei erreichte Marina Lobatsch im Finale in allen vier Prüfungen die Bestnote Zehn. Das war ihr zuvor bereits in der Qualifikation gelungen.